# Tjerna mogila
Tjerna mogila (bulgariska: Черна могила) är ett distrikt i Bulgarien.   Det ligger i kommunen Obsjtina Ajtos och regionen Burgas, i den östra delen av landet, 300 km öster om huvudstaden Sofia.
Trakten runt Tjerna mogila består till största delen av jordbruksmark. Runt Tjerna mogila är det ganska tätbefolkat, med 160 invånare per kvadratkilometer.